# Lily Sullivan
Lily Sullivan (ur. 8 września 1993 w Brisbane) – australijska aktorka, która grała filmach: Mental,  Monolith i Martwe zło: Przebudzenie.

## Życiorys
Sullivan urodziła się w Logan City, części metropolii Brisbane, lecz jej rodzice pochodzą z Wielkiej Brytanii - przenieśli się do Australii przed jej narodzinami. Jeszcze będąc w szkole średniej dostała rolę w filmie Mental, za którą nominowano ją do nagród AACTA i Film Critics Circle of Australia.

## Filmografia

### Filmy
| Rok  | Tytuł                                     | Rola            | Uwagi                    |
| ---- | ----------------------------------------- | --------------- | ------------------------ |
| 2012 | Mental                                    | Coral Moochmore |                          |
| 2013 | Galore                                    | Laura           |                          |
| 2015 | Sucker                                    | Sarah           |                          |
| 2017 | Dżungla (Jungle)                          | Amie            |                          |
| 2019 | Dark Place                                | Sally           | Segment: „Killer Native” |
| 2020 | I Met a Girl                              | Lucy            |                          |
| 2022 | Monolith                                  | The Interviewer |                          |
| 2023 | Martwe zło: Przebudzenie (Evil Dead Rise) | Beth            |                          |
| 2024 | Lunacy                                    | The Salamander  |                          |
| 2025 | Forgive Us All                            | Rory            |                          |

### Seriale
| Rok  | Tytuł                                             | Rola          | Uwagi          |
| ---- | ------------------------------------------------- | ------------- | -------------- |
| 2012 | Rake                                              | Michelle      | 1 odcinek      |
| 2013 | Camp                                              | Marina Barker | w gł. obsadzie |
| 2018 | Romper Stomper                                    | Petra         | w gł. obsadzie |
| 2018 | Piknik pod Wiszącą Skałą (Picnic at Hanging Rock) | Miranda       | w gł. obsadzie |
| 2019 | The Other Guy                                     | Charlie       | 6 odc.         |
| 2020 | Drwale (Barkskins)                                | Delphine      | w gł. obsadzie |